# Mitä tänne jää
Mitä tänne jää è un singolo del rapper finlandese Cheek, tratto dall'album Jare Henrik Tiihonen e pubblicato nell'agosto del 2009 dalla casa discografia Rähinä Records.
Il singolo è entrato nelle classifiche finlandesi alla 35ª settimana e vi è rimasta per due settimane consecutive
Un video musicale del brano è stato girato e pubblicato sull'account di Sami Salminen della Askel Media su YouTube.
Verso la fine del 2012, Erin ha fatto una cover metal del brano e inserita nella compilation Vain elämää.

## Tracce
1. Mitä tänne jää – 3:56
2. Jos mä oisin sä (feat. Uniikki, Redrama, Elastinen e Illi) (Rähinä Remix) – 3:54

## Classifica
| Classifica           | Massima posizione |
| -------------------- | ----------------- |
| Finlandia            | 17                |
| Finlandia (download) | 6                 |